# Batalla de Imafuku
La Batalla de Imafuku (今福の戦い Imafuku no tatakai) se libró bien entrado noviembre de 1614 entre las fuerzas de Tokugawa Ieyasu y las del clan Toyotomi. Esta batalla fue una de las primeras de una serie de batallas libradas cerca de Osaka en el curso de dos años. La aldea de Imafuku está situada en el noreste de Osaka, y por eso Tokugawa Ieyasu envió 1.500 hombres bajo el mando de Satake Yoshinobu para asegurar el sitio con vistas a construir un fuerte. Se midieron contra 600 hombres leales al Ejército del oeste de Toyotomi Hideyori, bajo el mando de dos generales llamados Iida e Yado.
Después de que Satake rodeara a los defensores de la aldea y matara a Iida, refuerzos del ejército del Oeste llegaron. Kimura Shigenari y Gotō Mototsugu lideró una carga, que dañó aún más la fuerza del Este y forzando a Satake a retirarse.
Sin embargo, al final, las fuerzas del Oeste fueron forzadas a retirarse una vez más, después de que Uesugi Kagekatsu llegara con refuerzos para Satake. Satake finalmente los dirigió y conquistó la aldea.